# Малпільський край
Малпільський край (латис. Mālpils novads) — адміністративно-територіальна одиниця Латвійської Республіки. Розташований у центральній частині країни, в історичному регіоні Ліфляндія. Адміністративний центр — Малпілс. Створений 2009 року. Площа — 220,91 км². Населення — 3626 осіб (2011). 

## Населення
Національний склад краю за результатами перепису населення Латвії 2011 року.
| Національність | К-сть | % |
| -------------- | ----- | - |